# 1885 Гереро
1885 Гереро (1885 Herero) — астероїд головного поясу, відкритий 9 серпня 1948 року.
Тіссеранів параметр щодо Юпітера — 3,580.